# Warner Scarab Junior
Il Warner Scarab Junior era un motore aeronautico radiale a 5 cilindri prodotto dall'azienda statunitense Warner Aircraft Corporation dal 1930.
Destinato ad essere utilizzato su velivoli leggeri, era la versione più piccola dell'R-420 Scarab.

## Descrizione tecnica
Derivato dal predecessore Scarab, lo Junior era in pratica la versione a 5 cilindri del modello superiore con il quale condivideva molti componenti interni. Come altri motori radiali simili dell'epoca  era caratterizzato dalla presenza di 5 cilindri posizionati su una singola fila, dotati di alettatura per il raffreddamento tramite l'aria che proveniva dal moto dell'elica e del velivolo. La distribuzione adottata era la classica a valvole in testa (OHV) a 2 valvole per cilindro.

## Velivoli utilizzatori
Stati Uniti
- Aeronca L
- Culver Dart
- Rearwin Sportster